# Quiosque

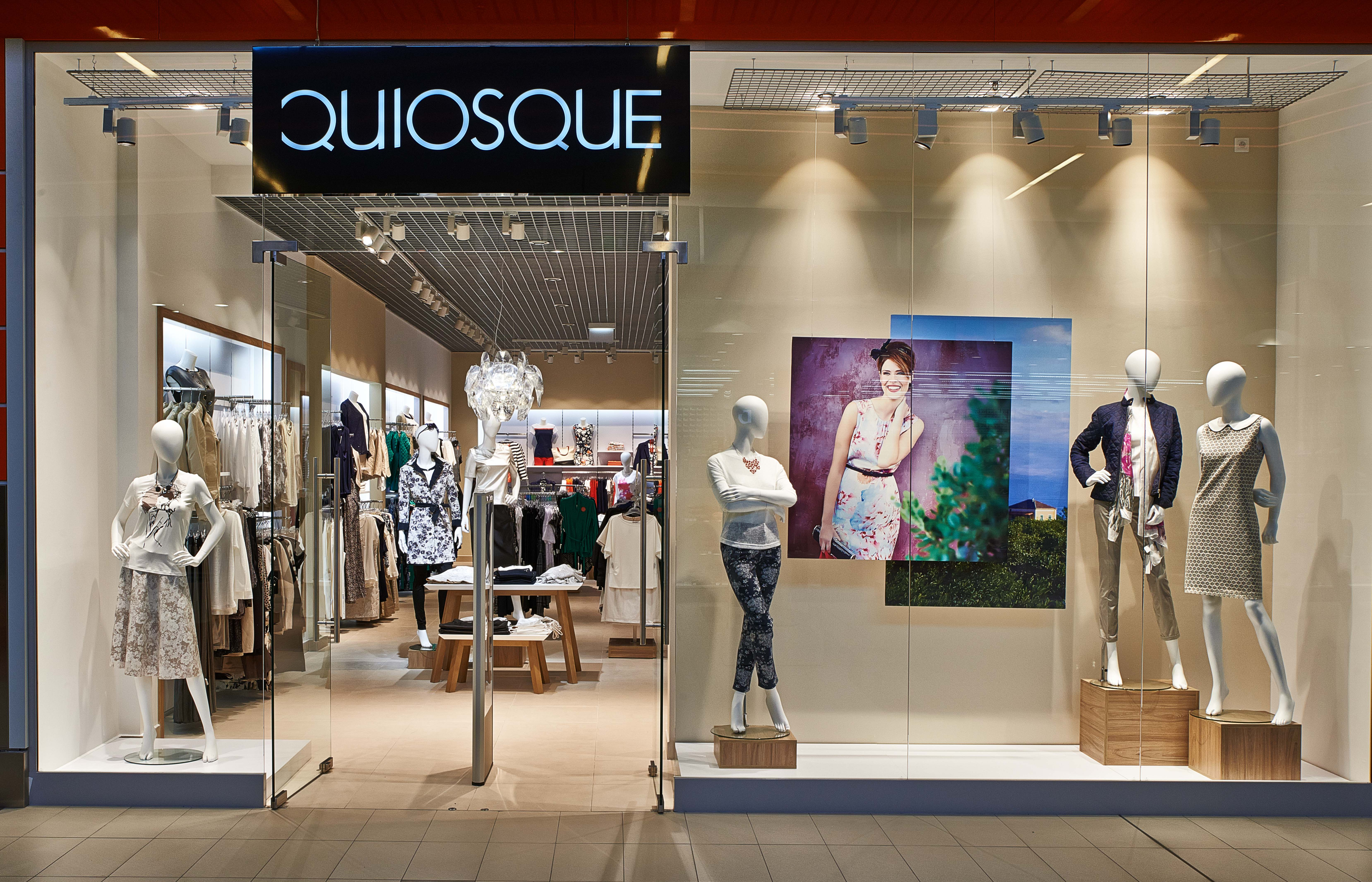
Quiosque salon odzieżowy w Centrum Handlowym Łomianki.

Quiosque – polska marka odzieżowa, z siedzibą w Bydgoszczy. Należy do PBH S.A. i jest częścią Grupy Kapitałowej Immobile. Oferta Quiosque obejmuje odzież i akcesoria dla kobiet.

## Sieć sprzedaży
Obecnie sieć Quiosque liczy 120 sklepów stacjonarnych, głównie w galeriach handlowych w miastach powyżej 30 tys. mieszkańców oraz sklep internetowy.   
Marka przygotowuje swoje kolekcje odzieży dla kobiet w rozmiarach od 36 do 48. Motto Quiosque brzmi: „Jesteśmy różne, jesteśmy piękne”. 

## Historia
Firma powstała na początku lat 90. dzięki współpracy Rafała Jerzego i Francois Gros. Pierwszy salon Quiosque został otwarty w 1992 roku w Bydgoszczy przy ul. Długiej, kolejny w Łodzi przy ul. Piotrkowskiej. Pierwsze sklepy franczyzowe sieci pojawiły się w 2003 roku. 
W 2011 roku Quiosque liczył 100 salonów. W 2014 powstał sklep internetowy. w 2017 roku marka obchodziła jubileusz 25-lecia na rynku polskim. W ciągu kilku lat firma zbudowała rozpoznawalną na rynku markę, będącą synonimem kobiecej elegancji.
Wyróżnikiem marki na rynku jest Ambasada Kobiet Quiosque. Ambasadorkami są kobiety silnie związane z kulturami innych krajów, które swoją historię opowiedziały w książkach wydanych przez Quiosque: Helen Mazanova („Droga do siebie”), Liza Sherzai („Siłaczki”), Julia Avdeenko („Kolory wolności”). Ambasadorki są wiodącymi postaciami promującymi markę zarówno w sklepach stacjonarnych, jak i jako modelki prezentujące produkty. 

## Nagrody
- 2015 rok: Superprodukt „Świata Kobiety”[3]
- 2017 rok: Kobieca Marka Roku
- 2019 rok:
  - Gwiazda Jakości Obsługi 2019 (Polski Program Jakości Obsługi)[4]
  - Dobra marka 2019
  - Produkt Roku 2019
  - Srebrna Statuetka Konkursu PRCH RETAIL AWARDS za kampanię CSR „Zadbaj o siebie. Piękna, modna i zdrowa”.